# Józef Tokarzewski
Józef Tokarzewski (ur. 23 stycznia 1879 w Krzepicach, zm. 9 kwietnia 1931 w Warszawie) – generał brygady Wojska Polskiego, kawaler Orderu Virtuti Militari.

## Życiorys
Był synem Konstantego i Bolesławy Izydory z domu Otto. Od 1899 w służbie rosyjskiej. Ukończył Oficerską Szkołę Kawalerii w Twerze i akademię Wojskowa w Petersburgu. W 1900 podporucznik i oficer zawodowy huzarów rosyjskich. Walczył w wojnie rosyjsko japońskiej 1904-1905. Odznaczył się i był awansowany do stopnia porucznika. Podczas I wojny światowej dowódca dywizjonu na froncie niemieckim, rotmistrz z 1915, podpułkownik z 1916, pułkownik z grudnia 1917. W latach 1917–1918 organizator i dowódca 2 pułku ułanów w I Korpusie Polskim na Wschodzie (w Rosji).
W Wojsku Polskim od listopada 1918. Do marca 1919 dowódca 2 pułku Ułanów Grochowskich. Z dniem 5 kwietnia 1919 roku został mianowany dowódcą 12 pułku Ułanów Podolskich. Czerwiec 1920 – listopad 1921 dowódca 6 Brygady Jazdy, listopad 1921 – kwiecień 1922 dowódca Dywizji Jazdy Wojska Litwy Środkowej. Od kwietnia 1922 dowodził III Brygadą Jazdy. 3 maja 1922 został zweryfikowany w stopniu pułkownika ze starszeństwem z 1 czerwca 1919 i 9. lokatą w korpusie oficerów jazdy (od 1924 – kawalerii). 1 czerwca 1924 został dowódcą 3 Samodzielnej Brygady Kawalerii w Wilnie. Z dniem 21 października 1924 został wyznaczony na stanowisko inspektora formacji konnych Korpusu Ochrony Pogranicza.
1 grudnia 1924 Prezydent RP, Stanisław Wojciechowski mianował go generałem brygady ze starszeństwem z dniem 15 sierpnia 1924 i 21. lokatą w korpusie generałów. 7 września 1926, po śmierci generała brygady Aleksandra Pajewskiego, został szefem Departamentu II Kawalerii Ministerstwa Spraw Wojskowych w Warszawie. 29 listopada 1927 został wyznaczony na stanowisko dowódcy 3 Dywizji Kawalerii w Poznaniu. Z dniem 30 listopada 1928 został przeniesiony w stan spoczynku. Osiadł w Warszawie, gdzie zmarł 9 kwietnia 1931 roku. Pochowany na cmentarzu Powązki Wojskowe w Warszawie (kwatera B17-2-18). 
W 1921 poślubił Lucynę Figiel.

## Ordery i odznaczenia
- Krzyż Srebrny Orderu Wojskowego Virtuti Militari Nr 3691 – 1921[8]
- Krzyż Walecznych czterokrotnie – po raz pierwszy w 1921[9]
- Odznaka za Rany i Kontuzje[10]
- Krzyż Oficerski Legii Honorowej – 10 lutego 1928[11]